# Singulus Technologies
Singulus Technologies est une entreprise allemande qui faisait partie de l'indice TecDAX.
C'est avec l'acquisition de STANGL AG que l’entreprise devient acteur de l'industrie photovoltaïque. Elle a fait partie de l'indice TecDAX de 2004 à 2009, puis y été réintégrée en mars 2010.